# Юнусов, Марат Анварович
Марат Анварович Юнусов (16 марта 1978) — российский футболист, выступавший на позиции защитника. Сыграл 7 матчей в высшей лиге Белоруссии, также выступал за профессиональные клубы России.

## Биография
Воспитанник футбольной школы московского «Торпедо». На взрослом уровне начал выступать в 18-летнем возрасте в составе дубля московского «Динамо». В 1998 году сыграл один матч за воронежский «Факел» в первом дивизионе, в дальнейшем играл за команды второго дивизиона, нигде не задерживаясь более полутора сезонов.
В 2004 году перешёл в минское «Динамо», подписав двухлетний контракт. Сыграл 7 матчей в высшей лиге Белоруссии, команда в этом сезоне стала чемпионом страны, однако футболист вернулся в Россию ещё до окончания сезона. Второй круг сезона-2004 провёл в белгородском «Салюте» и был признан лучшим защитником команды в сезоне. Следующий год также провёл в Белгороде, а по окончании сезона завершил профессиональную карьеру.
В 2007 году выступал за команду «МУВД на ВВТ» (позднее переименована в «МВД России») и в её составе стал чемпионом Москвы среди любителей. В следующем сезоне выступал за второй состав команды в любительских соревнованиях. В 2010-е годы играл в любительских командах московской лиги 8х8.